# 안재현
안재현(1987년 7월 1일 ~ )은 대한민국의 모델, 배우이자 주얼리 디자이너이다.

## 학력
- 서울연신초등학교 (졸업)
- 연천중학교 (졸업)
- 선정고등학교 (졸업)

## 생애 및 경력
안재현은 2009년 대한민국 섬유패션대전, 2010년 제28회 대한민국 패션대전 등을 시작으로 패션 모델로 데뷔해, 서울패션위크, 프레타포르테 부산 컬렉션, SFAA 컬렉션 등 다수의 패션쇼와 화보를 통해 재능과 매력을 인정받았다. 2009년 제4회 아시아모델상시상식 신인모델상, 2013년 제8회 아시아모델상시상식 패션모델상을 수상했다. 그는 모델 활동뿐만 아니라 자신의 브랜드를 론칭, 주얼리 디자이너로도 활동 중이다. 그는 고교시절 망막박리로 수술을 받았으며 군 면제대상이었으나 공익으로 지원해 군복무를 마쳤다.
모델로 주목받던 그는 2011년 JTBC 《이수근 김병만의 상류사회》, 《도전! 수퍼모델 코리아 시즌3》 등 방송에 진출을 시작했으며, 2013년 SBS 《별에서 온 그대》에서 전지현이 연기한 한류 톱스타 천송이의 동생 천윤재 역할을 맡아 연기자로 데뷔하였다. 이 작품으로 연기자로서 대중에게 입지를 다진 이후, SBS 《너희들은 포위됐다》등에 출연했다. 안재현은 2014년 제7회 코리아 드라마 어워즈 남자신인상과 SBS 연기대상 뉴스타상을 받기도 했으며 단숨에 스타로 떠올랐다. 이어 《엠카운트다운》 MC로도 활약하며, 드라마 《블러드》, 《설련화》에 출연하며 연기 활동을 이어나갔다. 2016년 나영석 PD의 《신서유기》 시리즈에서 군대에 간 이승기에 이어 새로운 멤버로 합류해 기존 멤버 강호동, 이수근, 은지원과 함께 호흡을 맞추었고 큰 활약을 보여주며 많은 사랑을 받았다.

### 결혼
2016년 3월 11일, 안재현은 《블러드》에서 호흡을 맞춘 배우 구혜선과 드라마 종영 직후 좋은 관계로 발전해, 1년째 교제 중”이라고 열애 사실을 인정하였다. 그리고 이후 동년 5월 21일, 구혜선과 결혼을 공식 발표하였다. 신혼일기 등을 통해 좋은 부부 관계를 보여주었다. 하지만 2019년, 여러 이혼 논란들과 함께 10월에 이혼하였다.

## 출연 작품

### 드라마
| 연도                  | 방송사 | 제목                       | 역할   | 비고   |
| --------------------- | ------ | -------------------------- | ------ | ------ |
| 2013                  | SBS    | 《별에서 온 그대》         | 천윤재 |        |
| 2014                  | SBS    | 《별에서 온 그대》         | 천윤재 |        |
| 《너희들은 포위됐다》 | SBS    | 박태일                     |        |        |
| 2015                  | KBS2   | 《블러드》                 | 박지상 |        |
| 2015                  | SBS    | 《설련화》                 | 마문재 |        |
| 2016                  | tvN    | 《신데렐라와 네명의 기사》 | 강현민 |        |
| 2017                  | SBS    | 《다시 만난 세계》         | 차민준 |        |
| 2018                  | JTBC   | 《뷰티 인사이드》          | 류은호 |        |
| 2019                  | MBC    | 《하자있는 인간들》        | 이강우 |        |
| 2023                  | KBS2   | 《진짜가 나타났다!》       | 공태경 | 50부작 |

### 영화
| 연도 | 제목                     | 역할   | 비고     |
| ---- | ------------------------ | ------ | -------- |
| 2014 | 《패션왕》               | 김원호 |          |
| 2014 | 《웨딩 다이어리》        |        |          |
| 2015 | 《내 별자리는 처녀자리》 | 렁안   | 중국영화 |

## 그 밖의 활동

### 텔레비전 프로그램
| 연도        | 방송사          | 제목                             | 역할      | 비고            |
| ----------- | --------------- | -------------------------------- | --------- | --------------- |
| 2011 - 2012 | JTBC            | 《이수근 김병만의 상류사회》     | 택배맨    | 출연 (1회~53회) |
| 2012        | tvN             | 《롤러코스터 2 - 닥치고! 꽃남》  |           |                 |
| 2012        | On Style        | 《도전! 수퍼모델 코리아 시즌 3》 |           |                 |
| 2012        | MBC every1      | 《싱글즈 트렌드 메이커》         | 게스트    | 출연 (3회)      |
| 2013        | MBC MUSIC       | 《뮤직톡톡 마블링》              | MC        | 117부작         |
| 2013        | On Style        | 《스타일 로그 NOW》              |           |                 |
| 2013        | On Style        | 《도전! 수퍼모델 코리아 시즌 4》 |           |                 |
| 2014        | Mnet            | 《엠카운트다운》                 | MC        |                 |
| 2014        | 중국 스촨위성TV | 《명성가족적2천1야》             |           | 중국판 1박 2일  |
| 2016        | tvN             | 《신서유기 2》                   |           | 고정            |
| 2017        | tvN             | 《신서유기 3》                   |           | 고정            |
| 2017        | tvN             | 《신혼일기》                     |           | 6부작           |
| 2017        | tvN             | 《신서유기 4》                   |           | 고정            |
| 2017        | tvN             | 《강식당》                       |           | 고정            |
| 2018        | tvN             | 《신서유기 5》                   |           | 고정            |
| 2018        | tvN             | 《신서유기 6》                   |           | 고정            |
| 2019        | Mnet            | 《엠카운트다운》                 | 스페셜 MC | 600회 특집      |
| 2019        | tvN             | 《강식당2》                      |           | 고정            |
| 2019        | tvN             | 《강식당3》                      |           | 고정            |
| 2021        | TVING           | 《신서유기 스페셜 스프링 캠프》  |           | 고정            |
| 2021        | tvN             | 《운동천재 안재현》              |           | 고정            |
| 2022        | tvN             | 《내 어깨를 봐 탈골됐잖아》      | 게스트    | 출연 (7회)      |
| 2023        | KBS2            | 《1박 2일 시즌 4》               | 게스트    |                 |
| 2024        | MBC             | 《나 혼자 산다》                 | 게스트    |                 |
| 2024        | Mnet            | 《엠카운트다운》                 | 스페셜 MC | 20주년 특집     |
| 2024        | JTBC            | 《끝사랑》                       |           | 진행            |
| 2025        | MBC             | 《나 혼자 산다》                 | 게스트    |                 |
| 2025        | tvN             | 《핸썸가이즈》                   | 게스트    |                 |
| 2025        | KBS2            | 《가는정 오는정 이민정》         |           | 고정            |
| 2025        | ENA             | 《어디로 튈지 몰라》             |           | 고정            |

### 뮤직 비디오
| 연도 | 가수              | 제목                         | 비고 |
| ---- | ----------------- | ---------------------------- | ---- |
| 2012 | 백아연            | 느린 노래                    |      |
| 2012 | 케이윌            | 이러지마 제발                |      |
| 2013 | 씨스타19          | 있다 없으니까                |      |
| 2013 | 조용필            | Hello                        | 티저 |
| 2013 | 이승철            | 사랑하고 싶은 날             |      |
| 2014 | 윙스              | Hair Short                   |      |
| 2014 | 소유, 어반 자카파 | 틈                           |      |
| 2017 | 노리플라이        | 집을 향하던 길에             |      |
| 2024 | 케이윌            | 내게 어울릴 이별 노래가 없어 |      |

### 음반
- 2013년 달샤벳 〈어쩜〉 내레이션
- 2014년 너희들은 포위됐다 OST 〈그게 너였다〉

### 경력 사항
- 2023년 제23회 대한민국국제청소년영화제 홍보대사

### 광고
| 연도        | 기업                | 브랜드                | 품목                       | 국가                          | 공동 출연                                            |
| ----------- | ------------------- | --------------------- | -------------------------- | ----------------------------- | ---------------------------------------------------- |
| 2011        | 팬택                | SKY VEGA LTE          | 휴대폰                     | 대한민국                      |                                                      |
| 2011        | 팬택                | SKY VEGA LTE M        | 휴대폰                     | 대한민국                      |                                                      |
| 2012        | (주)엠케이트렌드    | TBJ (S/S)             | 캐주얼 의류                | 대한민국                      | 김원중, 백지원, 윤소정, 이태환                       |
| 2012        | (주)스마트에프앤디  | 스마트                | 학생복                     | 대한민국                      | 기도훈                                               |
| 2012        | 팬택                | SKY VEGA Racer 2      | 휴대폰                     | 대한민국                      | 보아                                                 |
| 2012        | (주)프로더스        | EZIO (F/W)            | 남성 의류                  | 대한민국                      |                                                      |
| 2012        | 캐논코리아(주)      | 캐논 EOS M            | 카메라                     | 대한민국                      |                                                      |
| 2012        | 현대카드(주)        | 현대카드              | 카드                       | 대한민국                      |                                                      |
| 2013 ~ 2016 | (주)세정글로벌      | CHRIS CHRISTY         | 캐주얼 의류                | 대한민국                      | 도상우(2013 F/W~2014), 김원중(2014~2015), 지수(2016) |
| 2014        | 제이앤드이커머스    | 잠뱅이                | 데님 브랜드                | 대한민국                      | 박신혜(S/S), 이솜(F/W)                               |
| 2014        | 푸마코리아 유한회사 | 푸마                  | 스포츠 라이프스타일 브랜드 | 대한민국                      | 크리스탈                                             |
| 2014        | 위메이드            | 에브리타운 for kakao  | 모바일 게임                | 대한민국                      |                                                      |
| 2014        | 매일유업            | 우유속에 빠지다       | 우유                       | 대한민국                      |                                                      |
| 2014        | (주)크라운제과      | 초코하임              | 스낵                       | 대한민국                      |                                                      |
| 2014        | 한두이서            | AMH                   | 남성 의류                  | 중국                          |                                                      |
| 2014        | BEDOOK              | BEDOOK                | 뷰티 브랜드                | 중국                          |                                                      |
| 2015        | 보르바코리아(주)    | 보르바 스킨밸런스워터 | 이너뷰티 음료              | 대한민국                      | 유진                                                 |
| 2015        | 로레알그룹          | 클라리소닉            | 클렌징 디바이스 브랜드     | 대한민국 · 중국 · 홍콩 · 대만 |                                                      |
| 2015        | 주홀딩스 그룹       | 몽키스키친            | 이탈리안 레스토랑 브랜드   | 중국                          |                                                      |
| 2015        | (주)슈나이더        | 슈나이더              | 트레블 아웃도어            | 대한민국                      | 하윤빈                                               |
| 2015        | (주)에땅            | 오븐에 빠진 닭        | 오븐구이 치킨              | 대한민국                      |                                                      |
| 2015        | 세정과미래          | C’REAL by CHRIS (F/W) | 영컨템포러리 남성복        | 대한민국                      | 김원중, 지수                                         |
| 2017        | 롯데제과            | 드림카카오 닙스       | 초콜릿                     | 대한민국                      |                                                      |
| 2017 ~ 2019 | 브이엠코스          | 멀블리스              | 웨딩 화장품                | 대한민국                      |                                                      |
| 2018        | 디아지오코리아      | 기네스                | 프리미엄 흑맥주            | 대한민국                      | 은지원                                               |
| 2018        | (주)나자인          | 만다리나덕 (S/S)      | 이태리 패션 브랜드         | 대한민국                      |                                                      |
| 2019        | (주)지오다노        | 지오다노 (F/W)        | 캐주얼 의류                | 대한민국                      | 정우성                                               |
| 2024        | (주)LF              | TNGT (F/W)            | 남성 의류                  | 대한민국                      |                                                      |

## 모델 경력
| 연도 | 패션쇼명                               | 디자이너명                                                                            |
| ---- | -------------------------------------- | ------------------------------------------------------------------------------------- |
| 2009 | 2009 F/W 서울패션위크                  | 박성철                                                                                |
| 2009 | 대한민국 섬유패션대전 프리뷰 인 상하이 |                                                                                       |
| 2009 | 프레타포르테 부산 2009/10 F/W 컬렉션   |                                                                                       |
| 2010 | 2011 S/S 서울패션위크                  | 박성철                                                                                |
| 2010 | 제28회 대한민국 패션대전               | 최범석                                                                                |
| 2011 | 2011 F/W 서울패션위크                  | 최범석, 정두영, 김재현, 김선호                                                        |
| 2011 | 프레타포르테 부산 2011 F/W 컬렉션      |                                                                                       |
| 2011 | 코리아 헤리티지 패션쇼                 | 장광효                                                                                |
| 2011 | 2012 S/S 서울패션위크                  | 최범석, 김선호, 홍승완                                                                |
| 2011 | 2012 S/S SFAA                          | 손성근                                                                                |
| 2012 | 2012 F/W 서울패션위크                  | 박성철, 정두영, 최범석, 이상현, 김선호                                                |
| 2012 | 2012 F/W 코오롱스포츠 패션쇼           |                                                                                       |
| 2012 | 2013 S/S 서울패션위크                  | 송혜명, 박승건, 김재현, 이상현, 정혁서&배승연, 홍은주                                 |
| 2012 | 프레타포르테 부산 2013 S/S 컬렉션      |                                                                                       |
| 2013 | 2013 F/W 서울패션위크                  | 최범석, 송혜명, 김서룡, 이상현, 정혁서&배승연, 고태용, 권문수, 김재현, 박승건, 홍승완 |
| 2013 | 2013 F/W SOLID HOMME 25주년 컬렉션     | 우영미                                                                                |
| 2013 | 2013 F/W 플랙진 패션쇼                 | 이상현                                                                                |
| 2013 | 2014 S/S 서울패션위크                  | 최범석, 권문수, 송혜명, 김재현, 정혁서&배승연, 강동준, 이상현, 홍혜진, 김선호, 장형철 |
| 2013 | 2014 S/S MCM 컬렉션                    |                                                                                       |
| 2014 | 2015 S/S 서울패션위크                  | 정혁서&배승연                                                                         |

## 수상 및 후보
| 연도 | 시상식                        | 부문                             | 작품                              | 결과 |
| ---- | ----------------------------- | -------------------------------- | --------------------------------- | ---- |
| 2009 | 제4회 아시아모델상시상식      | 신인모델상                       | 빈칸                              | 수상 |
| 2013 | 제8회 아시아모델상시상식      | 패션모델상                       | 빈칸                              | 수상 |
| 2014 | 제7회 코리아 드라마 어워즈    | 남자 신인상                      | 별에서 온 그대                    | 수상 |
| 2014 | 제3회 에이판 스타 어워즈      | 남자 신인상                      | 별에서 온 그대, 너희들은 포위됐다 | 후보 |
| 2014 | SBS 연기대상                  | 뉴스타상                         | 별에서 온 그대, 너희들은 포위됐다 | 수상 |
| 2015 | KBS 연기대상                  | 남자 인기상                      | 블러드                            | 후보 |
| 2015 | KBS 연기대상                  | 베스트 커플상 (with 구혜선)      | 블러드                            | 후보 |
| 2016 | 제9회 코리아 드라마 어워즈    | 글로벌 스타상                    | 신데렐라와 네 명의 기사           | 수상 |
| 2016 | 제9회 코리아 드라마 어워즈    | 남자 최우수연기상                | 신데렐라와 네 명의 기사           | 수상 |
| 2016 | tvN10 Awards                  | 예능 아이콘상                    | 신서유기                          | 후보 |
| 2016 | tvN10 Awards                  | 베스트 케미상 (with 은지원)      | 신서유기                          | 후보 |
| 2016 | 제7회 마카오 국제 TV 페스티벌 | 남자 최우수상                    | 신데렐라와 네 명의 기사           | 수상 |
| 2016 | 제8회 마카오 국제 영화제      | 남우주연상                       | 내 별자리는 처녀자리              | 후보 |
| 2017 | 제5회 드라마피버 어워즈       | 베스트 브로맨스상 (with 정일우)  | 신데렐라와 네 명의 기사           | 수상 |
| 2017 | SBS 연기대상                  | 수목드라마부문 남자 우수연기상   | 다시 만난 세계                    | 후보 |
| 2019 | MBC 연기대상                  | 수목드라마부문 남자 최우수연기상 | 하자있는 인간들                   | 후보 |
| 2023 | KBS 연기대상                  | 장편드라마부문 남자 우수연기상   | 진짜가 나타났다!                  | 후보 |
| 2023 | KBS 연기대상                  | 남자 인기상                      | 진짜가 나타났다!                  | 수상 |
| 2023 | KBS 연기대상                  | 베스트 커플상 (with 백진희)      | 진짜가 나타났다!                  | 수상 |

## 참고 문헌
- 텐아시아 - My name is... (2012년 8월 1일)
- 텐아시아 - 에펠탑보다 너 (2012년 8월 1일)
- 큐비즘매거진 - 미디어와 패션계가 가장 주목하는, 팔색조 같은 모델 안재현 (2012년 12월 30일) 보관됨 2014-03-15 - 웨이백 머신
- 이투뉴스 - 모델 안재현 "모델로 기억되고 싶다" (2013년 1월 25일)
- 이투뉴스 - 모델 안재현 "꿈은 멋진 아빠, 행복한 가정" (2013년 1월 25일)